# 원더 우먼 1984
《원더 우먼 1984》(영어: Wonder Woman 1984, WW84)는 2020년 개봉한 미국의 슈퍼히어로 영화로, 2017년 영화 《원더우먼》의 후속작이자 DC 확장 유니버스(DCEU) 8번째 작품이다. 전작에 이어 패티 젱킨스가 감독을 맡았으며, 영화의 배경은 1980년대 냉전 시대이다.
북아메리카 지역에서는 2020년 12월 25일 극장과 HBO 맥스를 통해 온·오프라인 동시 개봉 예정이다. HBO 맥스 미서비스 지역에서는 2020년 12월 16일부터 극장 개봉되었다.

## 줄거리
어린 다이애나는 테미스키라에서 성인 아마존들과의 체육 대회에 참가한다. 말에서 떨어져 지름길로 말을 다시 탔지만, 검문소를 놓친다. 안티오페는 속임수를 썼다는 이유로 다이애나를 경기에서 제외시키며, 가치 있는 것은 무엇이든 정직하게 얻어야 한다고 설명하고, 어머니 히폴리테는 영광과 명예를 추구하는 데 인내심을 가지라고 조언한다.
1984년, 다이애나는 워싱턴 D.C.의 스미소니언 협회에서 일하면서 비밀리에 원더우먼으로서 영웅적인 활동을 한다. 새로 온 박물관 직원 바버라 미네르바는 수줍음이 많고 주목받는 데 어려움을 겪는 지질학자이자 신비동물학자이지만, 다이애나와 빠르게 친구가 된다.
연방수사국은 박물관에 원더우먼이 최근 저지른 강도 사건에서 도난당한 유물을 식별해 달라고 요청한다. 바버라와 다이애나는 한 유물(드림스톤)에 라틴어 명문이 새겨져 있는데, 그것이 소유자에게 하나의 소원을 들어준다고 주장하는 것을 알아차린다. 둘 다 그 명문을 진지하게 받아들이지 않지만, 다이애나가 비밀리에 자신의 능력을 사용하여 바버라를 습격자로부터 구한 후, 바버라는 다이애나처럼 강하고 섹시하며 멋있어지기를 바라며 의도치 않게 같은 초능력을 얻는다. 다이애나는 영웅적으로 죽은 연인 스티브 트레버를 그리워하기 때문에 그가 다른 남자의 몸에서 부활하여 재회한다.
사업에 실패한 맥스웰 "맥스 로드" 로렌차노는 드림스톤을 알아보고, 그 힘을 이용하여 거의 파산 상태인 자신의 석유 회사를 구하고자 한다. 그의 소원은 돌 자체가 되어 그 힘을 얻는 것이다. 그는 다른 사람의 소원을 들어줄 때마다 소원하는 사람에게서 자신이 원하는 것을 가져갈 수 있다. 이것은 곧 전 세계적인 혼란, 파괴, 불안정으로 이어진다.
다이애나는 드림스톤이 돌로스/멘다키우스, 즉 기만의 신이자 기만의 공작이라고도 알려진 자에 의해 만들어졌다는 것을 발견한다. 그것은 사용자의 소원을 들어주지만, 소원을 포기하거나 돌을 파괴하지 않으면 그만큼 강력한 대가를 요구한다. 다이애나의 힘과 바버라의 인간성이 줄어들기 시작하지만, 둘 다 자신의 소원을 포기할 의향이 없다.
맥스는 미국 대통령을 방문하고, 대통령은 소련에 대한 방어로 더 많은 핵미사일을 원하지만, 이 미사일들이 감지되면서 세계는 핵전쟁 직전으로 치닫는다. 맥스는 또한 전 세계 모든 사람에게 동시에 방송할 수 있는 새롭고 비밀스러운 위성 시스템을 알게 된다. 그의 힘이 그의 몸을 약화시키기 때문에, 그는 전 세계적으로 소원을 들어주어 시청자들로부터 힘과 생명력을 훔쳐 건강을 되찾을 계획을 세운다. 다이애나와 스티브는 그와 대결하지만, 바버라는 맥스의 편을 들어 다이애나를 제압하고 마린 원을 타고 그와 함께 탈출한다.
스티브는 다이애나에게 자신의 소원을 포기하고 자신을 보내달라고 설득하여 다이애나의 힘을 완전히 되찾게 한다. 모든 아마존 전사 중 가장 위대한 아스테리아의 갑옷을 입은 다이애나는 위성 본부로 날아가 다시 바버라와 싸운다. 바버라는 최상위 포식자가 되기를 바라며 인간형 치타로 변해 있었다. 호수에서 끝나는 잔인한 싸움 끝에 다이애나는 전기 충격으로 바버라를 제압한 다음, 물 밖으로 끌어낸다.
다이애나는 맥스와 대결하고 자신의 진실의 올가미를 사용하여 그를 통해 세상과 소통하며 모든 사람에게 소원을 포기하도록 설득한다. 그런 다음 그녀는 그에게 그의 불행했던 어린 시절과 혼란 속에서 필사적으로 아버지를 찾는 아들 앨리스터의 모습을 보여준다. 자신의 잘못을 깨달은 맥스는 소원을 포기하고 앨리스터와 재회하며, 동시에 다른 모든 사람들의 소원도 포기하여 바버라를 정상으로 되돌린다. 현재는 겨울이며, 다이애나는 스티브가 빙의했던 남자를 만난다.
엔딩 크레디트 중간 장면에서 아스테리아가 살아있고, 인간들 사이에서 살면서 비밀리에 영웅적인 활동을 하고 있음이 밝혀진다.

## 출연
- 갈 가도트 - 다이애나 프린스 / 원더우먼 역
  - 릴리 애스펠 - 어린 시절의 다이애나
- 크리스 파인 - 스티브 트레버 역
- 크리스틴 위그 - 바버라 미너바 역
- 페드로 파스칼 - 맥스웰 "맥스" 로드 역
  - 람브로 데메트리우 - 맥스(8세)
  - 조니 배리 - 맥스(15세)
- 코니 닐슨 - 히폴리테 여왕 역
- 로빈 라이트 - 안티오페 장군 역
- 암르 와케드 - 에미르 사이드 빈 아비도스 역
- 크리스토퍼 폴라하 - 잘생긴 남자 역
- 루시안 페레스 - 앨리스터 로드 역
- 너태샤 로스웰 - 캐럴 토머스 역
- 레비 파텔 - 프랭크 파텔 / 바바지드 역
- 올리버 코튼 - 사이먼 스태그 역
- 가브리엘라 와일드 - 라켈 역
- 조너선 아자이 - 에머슨 역
- 켈빈 유 - 제이크 역
- 에드 버치 - 칼 역
- 셰인 애트울 - 위험한 취객 역
- 멘사 베디아코 - 노숙자 리언 역
- 리언 베크위드, 라이언 왓슨, 지미 버크, 브랜던 셰인 윌슨 - 사인조 강도단 역
- 스튜어트 밀리건 - 로널드 레이건 미국 대통령 역

1970년대 드라마 《원더우먼》의 원더우먼 역으로 출연했던 린다 카터가 아스테리아 역으로 카메오 출연하였다.